# Najash rionegrina
Najash rionegrina là một loài rắn đã tuyệt chủng từ thành hệ Candeleros Creta muộn của Patagonia. Giống như một số loài rắn kỷ Creta và đang tồn tại khác, loài này giữ lại chi sau, nhưng Najash là không bình thường trong việc có đôi chân rất phát triển kéo dài bên ngoài lồng ngực, và khung chậu kết nối với cột sống. Hóa thạch của Najash đã được tìm thấy trong thành hệ Candeleros đất, ở tỉnh Rio Negro, Argentina, và có niên đại khoảng 90 triệu năm trước. Hộp sọ và xương sống của Najash cả sự thích nghi thể hiện sự tồn tại dưới lòng đất, phù hợp với giả thuyết rằng cơ thể dài và chân tay ngắn đi của loài rắn này là một sự thích nghi cho đào hang.
Sinh vật đào hang này đã không bị mất xương cùng của nó, xương chậu gồm nhiều đốt sống hợp nhất, hoặc đai chậu mà không có ở các loài rắn hiện đại, và trong tất cả các loài rắn hóa thạch khác được biết đến nữa. Một số phân tích phát sinh loài đặt chi Najash là một trong hai loài rắn được biết đến nguyên thủy nhất, hoặc gần chân của tia tiến hóa rắn, nhưng bên ngoài của tất cả các loài rắn còn sống.
Phát hiện này không ủng hộ giả thuyết, lần đầu tiên được đề xuất bởi các nhà khảo cổ học thế kỷ XIX Edward Drinker Cope, rằng loài rắn chia sẻ một tổ tiên đại dương chung với Mosasaur. Giả thuyết xuất xứ đại dương nhận được động lực mới với sự phát hiện vào những năm 1990 của rắn đáy với chân tay tàn tích trong trầm tích biển ở Liban.
Tên chi xuất phát từ con rắn có chân kinh thánh Genesis, Nahash, kẻ bị cám dỗ Adam và Eve ăn quả từ một cây cấm.